# Ognjen Ilić
Ognjen Ilic, né le 21 novembre 1998 à Aranđelovac, est un coureur cycliste serbe.

## Biographie
Son père Zoran Ilić est également un ancien coureur cycliste, qui a notamment remporté le Tour de Serbie en 1992. 
En 2016, il est sélectionné en équipe nationale pour les championnats d'Europe et les championnats du monde, dans la catégorie juniors. Trois ans plus tard, il devient champion des Balkans et champion de Serbie du contre-la-montre.

## Palmarès et résultats

### Par année
- 2016
  - 2e du championnat de Serbie du contre-la-montre juniors
- 2018
  - 2e du championnat de Serbie du contre-la-montre
- 2019
  -  Champion des Balkans du contre-la-montre
  -  Champion de Serbie du contre-la-montre
- 2020
  - 2e du championnat de Serbie du contre-la-montre
- 2021
  -  Champion de Serbie du contre-la-montre
- 2022
  - 2e du championnat de Serbie du contre-la-montre
  -  Médaillé de bronze du contre-la-montre des Jeux méditerranéens
- 2023
  -  Champion des Balkans du contre-la-montre
  -  Champion de Serbie du contre-la-montre
- 2024
  -  Champion des Balkans du contre-la-montre
  -  Champion de Serbie sur route
  - 2e du championnat de Serbie du contre-la-montre
- 2025
  -  Champion des Balkans du contre-la-montre
  - 2e du championnat de Serbie du contre-la-montre
  - 3e du Tour d'Albanie

### Classements mondiaux
| Année                                 | 2017  | 2018  | 2019  | 2020  | 2021  | 2022  | 2023  | 2024 |
| ------------------------------------- | ----- | ----- | ----- | ----- | ----- | ----- | ----- | ---- |
| Classement mondial                    | 2792e | 1924e | 1400e | 1214e | 1271e | 1749e | 1057e | 742e |
| UCI Europe Tour                       | 1844e | 1277e | 953e  | 932e  | 913e  | 1146e | nc    | nc   |
|                                       |       |       |       |       |       |       |       |      |
| Légende : nc = non classéSource : UCI |       |       |       |       |       |       |       |      |